# 弗拉格勒縣
弗拉格勒縣（英語：Flagler County）是美國佛羅里達州東北部的一個縣，东临大西洋，北接圣约翰斯县，南连沃卢西亚县。根据2020年美国人口普查数据，该县总人口为115,378人，县治设在邦内尔，最大城市为棕榈海岸。该县成立于1917年，由圣约翰斯县和沃卢西亚县的部分地区合并而成，并以美国著名实业家亨利·弗拉格勒命名，他曾在19世纪末修建了佛罗里达东海岸铁路，为促进了佛州东部沿海地区的开发和繁荣作出了重要贡献。
弗拉格勒县下辖五个市镇，包括邦内尔、弗拉格勒比奇、棕榈海岸、比佛利海滩和海洋主题小镇马林兰。其中，棕榈海岸是全县人口最多的城市，而邦内尔则是面积最大的城市。该县约85%的人口居住在这五个市镇内，剩余15%的居民分布在县内广阔的未建制区域。弗拉格勒县面积约570平方英里，东部由大西洋沿岸的屏障岛和绵延18英里的海岸线构成，县内穿行着沿海水道。该县拥有大量生态保护区、森林、湖泊和湿地，为野生动植物提供了良好的栖息地，并吸引了众多热爱户外活动的游客。全县拥有40多个公园和自然保护区，以及90多英里的徒步、骑行和皮划艇水道。
弗拉格勒县的经济以旅游业、零售业、医疗保健、行政管理、建筑业和教育服务业为主。农业、林业和畜牧业在该地区也占据重要地位。该县的旅游业尤为发达，其中A1A风景与历史海岸公路（A1A Scenic and Historic Coastal Highway）被联邦公路管理局指定为全美道路（All-American Road），是全国仅有的15条此类公路之一，吸引着大量游客沿着海岸线自驾游览。此外，该县还保留了一部分拥有过百年历史的迪克西公路（Dixie Highway），是美国交通发展史的重要见证。